# Похищение и убийство Альдо Моро

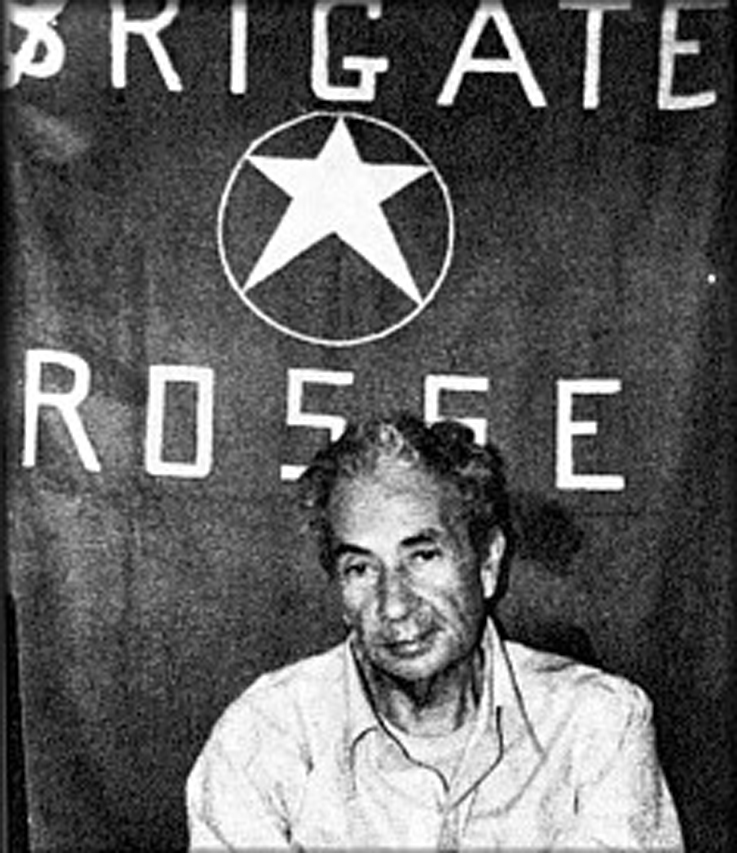
Альдо Моро в плену у «Красных бригад». Март 1978 года

Похищение и убийство Альдо Моро — преступление, совершенное в Италии в 1978 году. Террористы из «Красных бригад» похитили бывшего премьер-министра Италии Альдо Моро 16 марта 1978 года в Риме. Террористы потребовали за его освобождение освобождения 13 своих товарищей во главе с основателем группировки Ренато Курчо. Правительство Италии после долгих споров и колебаний отказалось вести переговоры с террористами, после чего 9 мая 1978 года террористы убили своего заложника.

## Похищение

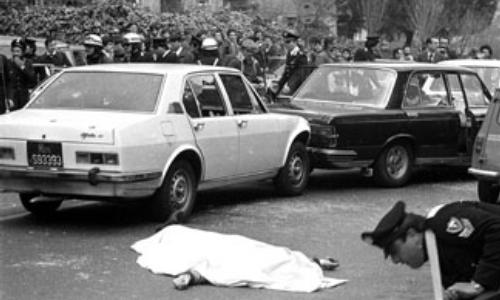
Автомобиль Альдо Моро (тёмно-голубой Fiat 130) и машина сопровождения (Alfa Romeo Alfetta кремового цвета) на виа Стреза спустя считанные минуты после происшествия в Риме. На земле лежит тело убитого телохранителя Раффаэле Жоззино, прикрытое белой тканью

Утром 16 марта 1978 года, в четверг, находившийся на пике популярности экс-премьер Альдо Моро был похищен в Риме, неподалёку от своего дома, группировкой «Красные бригады». В тот день Моро направлялся на ключевое заседание парламента, где намеревался выдвинуть свой план формирования в Италии правительства национального единства в соответствии с принципом «исторического компромисса» во главе с представителем ХДП Джулио Андреотти и с участием Итальянской коммунистической партии. На тот момент МВД Италии располагало 28 бронированными легковыми автомобилями, но при их распределении между политиками Моро бронемашина не досталась. Председатель ХДП выехал из семейной квартиры на виа Форте Трионфале (северо-запад Рима) в тёмно-голубом «Фиат 130» с личным охранником, предполагалось по дороге заехать в церковь Санта Кьяра на площади Дельфийских игр, где перед началом рабочего дня Моро обычно недолго молился. Сопровождала VIP-авто машина охраны «Альфа Ромео» кремового цвета ещё с тремя телохранителями. На пересечении виа Марио Фани и виа Стреза около 9.00 произошло небольшое ДТП, подстроенное злоумышленниками: белый «Фиат 128», который ехал перед автомобилем Моро и которым управлял глава римской колонны «Красных бригад» Марио Моретти, неожиданно затормозил, в результате чего три авто, пытаясь сдать назад, уткнулись друг в друга и застряли у перекрёстка. Машина Моро, потерявшая скорость и манёвренность, тут же была блокирована «Фиат 128» с дипломатическими номерами посольства Венесуэлы (скрученными террористами ещё в 1973 году), после чего стоявшие у тротуара четверо мужчин в форме пилотов авиакомпании «Alitalia» (впоследствии выяснилось, что это были Валерио Моруччи, Раффаэле Фиоре, Просперо Галлинари и Франко Бонисоли) открыли ураганный огонь из автоматов. На месте погибли 5 человек: шофёр и телохранитель — в машине Моро, ещё двое телохранителей — в машине сопровождения; из всей застигнутой врасплох охраны лишь Раффаэле Жоззино, ехавшему на заднем сиденье «Альфа Ромео», удалось выскочить из машины и произвести два выстрела из пистолета в сторону нападавших, но через мгновения он также был застрелен «бригадистами». Террористы вытащили политика из салона, надели ему на голову мешок и мигом втолкнули в другой автомобиль — синий «Фиат 132». Через виа Стреза, виа Форте Трионфале и виа Массими пленника стремительно доставили к площади Мадонна дель Ченаколо, где его переместили в микроавтобус. В налёте участвовало около 60 наиболее опытных боевиков, съехавшихся со всей Италии, организовал захват и сам играл в нём ключевую роль командир римской колонны «бригадиров» Валерио Моруччи. Первый анонимный звонок о перестрелке поступил в службу 113 в 9.05 от очевидца, первое экстренное сообщение по радио прозвучало в 9.25, к этому моменту к месту событий прибыла полиция. Налётчики увезли экс-премьера, как выяснилось уже после гибели Моро, на улицу Камилло Монтальчини, 8 (юго-запад Рима, район парка Вилла Бонелли, в двух кварталах от виа Ленин). Там в чулане арендованной квартиры на первом этаже частного дома была устроена «народная тюрьма» «Красных бригад». В этом доме Моро, по версии следствия, провёл все 54 дня плена. Оттуда через своих тюремщиков он мог передавать на волю письма с просьбами к правительству и руководству ХДП принять все меры к его освобождению, пойти на условия похитителей, обменять его на содержащихся в местах лишения свободы сообщников «бригадистов».
По всему Риму и окрестностям тайный застенок Альдо Моро искали 35 000 карабинеров и солдат, всюду были расставлены блокпосты, досматривались все автомобили. Согласно публиковавшейся информации, однажды при сплошном осмотре квартала карабинеры с собаками оказались в 18 метрах от дома, на первом этаже которого содержался пленник, однако решающий шаг к цели так и не был сделан. Удивительным образом все 8 недель поисков Рим был наводнён курьерами «бригадиров», которые доставляли «коммюнике» с их требованиями и ультиматумами в редакции газет и информагентства. В «коммюнике № 1», распространённом 19 марта, содержалась фотография Моро, где измождённый заложник сидел на фоне пятиконечной звезды — эмблемы «Красных бригад». Во второй листовке сообщалось, что в «народную тюрьму» Моро посажен, как лидер «режима, угнетавшего итальянский народ». По мнению «бригадиров», Моро символизировал Христианско-Демократическую партию, а она и есть «наиболее злобный враг пролетариата». Данной акцией, утверждали «Красные бригады», начата «классовая борьба за коммунизм». Завершалась прокламация заявлением о том, что Моро будет «подвергнут пролетарскому правосудию». В дальнейшем террористы конкретизировали политические требования, при выполнении которых соглашались освободить пленника, настаивая на освобождении 13 заключённых «бригадиров» во главе с основателем группировки Ренато Курчо. В письмах Моро жене, министру внутренних дел Франческо Коссиге и секретарю Христианских демократов Бениньо Закканини звучали мольбы о спасении. «Моя кровь падёт на вас, на партию, на страну», — писал из застенка Моро, обращаясь к коллегам по партии, взывая к их совести и упрекая в том, что они и премьер Джулио Андреотти хотят избавиться от него. Реагируя на мольбы узника, Андреотти прокомментировал: «всё более горькие обвинительные письма Моро должны быть рассматриваемы или как вынужденные силой, или как стенания человека, разбитого психологическими и физическими пытками».

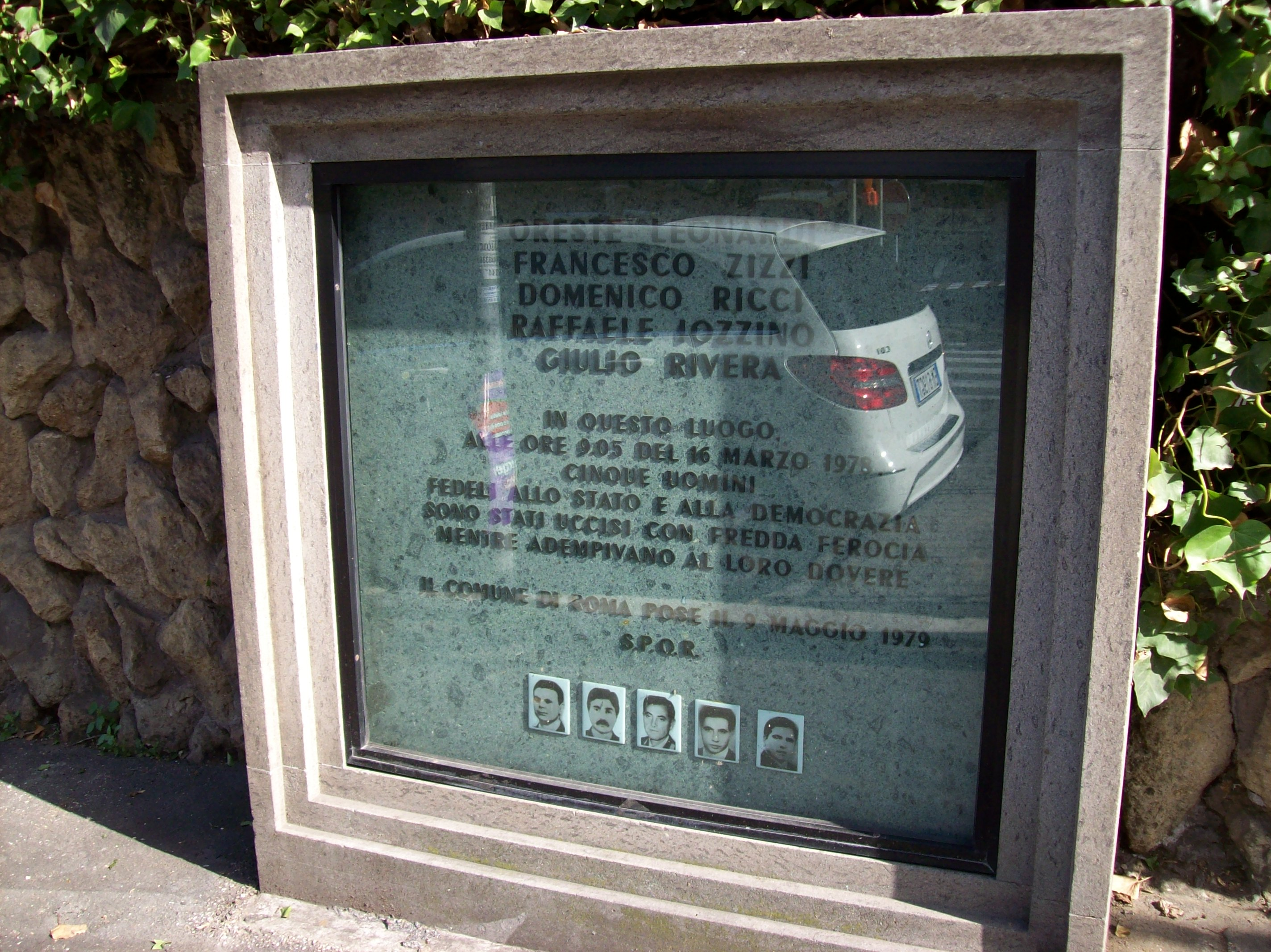
Мемориальная доска на виа Фани в память о сотрудниках личной охраны и водителе Альдо Моро, погибших в момент его похищения

Правительство Италии после долгих споров и колебаний отказалось вести переговоры с террористами, эту позицию поддержали лидеры всех парламентских партий, включая коммунистов. Премьер Андреотти в телевизионном выступлении объявил консолидированную позицию кабинета: «переговоры фатально скомпрометируют политические институции Италии, будут победой террористов», которые, воодушевлённые успехом, и дальше станут захватывать заложников. Столь же жёсткую линию занял и созданный Андреотти кризисный штаб с участием американцев, куда, в частности, вошли главы двух итальянских разведывательных служб генералы Сантовито и Грассини, глава финансовой полиции генерал Джудиччи и куратор всех итальянских спецслужб Пеллози (по стечению обстоятельств все они оказались членами масонской ложи Propaganda Due (П-2)). Твёрдое нежелание поступаться принципами и идти на политические уступки «бригадирам» проявили и высшие руководители ХДП, включая Андреотти. Им оппонировали «конформисты», наиболее влиятельными из которых были секретарь Итальянской социалистической партии Беттино Кракси, глава сената Аминторе Фанфани и экс-президент Италии Джузеппе Сарагат — они считали, что любое средство, способное спасти жизнь экс-премьера, не может быть унизительным для государства. Но эти доводы не приняли во внимание. Тогда фигуры мирового масштаба стали уповать на гуманитарный аспект. С призывом проявить человечность к похитителям обратился генеральный секретарь ООН Курт Вальдхайм. Папа Павел VI «на преклонённых коленях» предлагал себя в заложники вместо Моро, Ватикан также объявил о готовности заплатить огромный выкуп за освобождение Моро. Конфиденциально пытался наладить диалог с «Красными бригадами» и спасти Моро резидент советских спецслужб в Южной Европе Геворк Вартанян, — известный тогда в Риме как влиятельный бизнесмен иранского происхождения, имевший нелегальные связи не только с Итальянской коммунистической партией (финансировавшейся и из партийной кассы ЦК КПСС через КГБ), но и с радикальными левацкими группировками. Похищение Моро едва не обернулось для самого успешного советского разведчика 1970-х провалом: как вспоминал в отставке полковник Вартанян, в ходе поисковой операции в Риме карабинеры несколько раз досматривали его автомобиль, при этом однажды карабинер так увлёкся, что забыл в багажнике свой автомат, обнаруженный затем на следующем блок-посту другим полицейским.

## Убийство

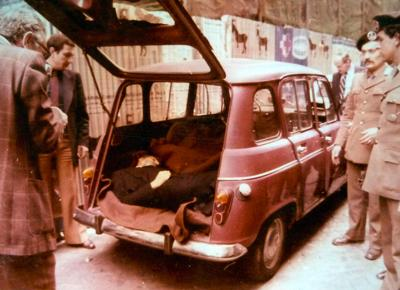
Тело убитого Альдо Моро в багажнике красного Renault 4 на виа Микеланджело Каэтани

Однако все усилия успехом не увенчались, поскольку сам Кабинет министров Италии проявил непреклонность. Учитывалось, что до похищения и за время поисков Моро «Красные бригады» убили ещё ряд политиков, судей, бизнесменов, тюремных надзирателей, полицейских, журналистов. 16 апреля в «коммюнике № 6» сообщалось, что «народным трибуналом» Моро приговорён к смертной казни. В последнем, девятом, коммюнике террористы сообщили, что вынесенный ими смертный приговор Моро скоро будет приведён в исполнение. К тому времени узник уже был на грани нервного и физического истощения, перестал бриться и принимать пищу. Предчувствуя неминуемую гибель, Моро в прощальном письме запретил участвовать в его похоронах кому-либо кроме жены Элеоноры, детей и близких: за гробом не должен был идти ни один функционер ХДП или правительства республики.
9 мая 1978 года в Риме в багажнике красного «Рено», припаркованного в центре города, на виа Каэтани, как раз на полпути между штаб-квартирами партий христианских демократов и коммунистов, был обнаружен изрешеченный автоматной очередью труп Альдо Моро. По мнению доктора исторических наук, заведующей отделом европейских политических исследований РАН Надежды Арбатовой, «такой символизм — отражение политических взглядов Моро, за которые его и устранили».
Как выяснило затем следствие, политика в гараже дома-застенка расстрелял один из главарей «Красных бригад» — по разным данным это был либо Просперо Галлинари, либо Марио Моретти. Согласно материалам дела и мемуарам участников события, утром 9 мая 1978 года, предложив Моро переодеться в парадный свежевыглаженный костюм (тот, что был в день похищения), «бригадисты» внушили заложнику, что ситуация изменилась и сегодня его освободят, для чего надо скрытно транспортировать его в центр Рима. С этой целью заставили Моро спуститься в гараж и забраться в багажник красного «Рено», там укрыться пледом. После этого террорист хладнокровно выстрелил в жертву из пистолета Beretta, а затем разрядил в грудь политика автоматную обойму. Всего на теле жертвы экспертизой было обнаружено 11 пулевых ранений, фото с изображением лежащего в багажнике убитого премьер-министра получило мировую известность и стало символом политического террора XX века.

## Следствие и суд
На задержание почти сотни преступников и расследование дела у правоохранительных органов Италии ушло четыре года. Разгром группировки «бригадиров», которые после убийств Моро и профсоюзного вожака Гвидо Росса в 1979 году стали стремительно терять популярность в рабочей среде, был завершён под руководством генерала корпуса карабинеров Далла Кьезы. В ходе суда, состоявшегося в 1982 году, была установлена ответственность «Красных бригад» за похищение и убийство Альдо Моро. 32 обвиняемых по делу Моро «бригадиров», в том числе главари Просперо Галлинари (1951—2013) и Марио Моретти (род. 1946), были осуждены пожизненно, а ещё 63 террориста были приговорены к длительным срокам заключения. В 1988 году Моретти совместно с другими лидерами «бригадиров» Ренато Курчо и Альберто Франческини выступили с телеобращением, где выразили сожаление о совершённых преступлениях и призвали оставшихся на свободе боевиков «Красных бригад» прекратить вооружённую борьбу ввиду её бесперспективности. В конце 1990-х годов все фигуранты дела, чьи сроки к тому времени не истекли, были освобождены условно-досрочно. 
Моретти работал в Милане в центре реабилитации бывших заключённых, затем трудился координатором в компьютерной лаборатории, давал мемуарные интервью французским кинодокументалистам. Галлинари умер в январе 2013 года, на его похоронах итальянские СМИ зафиксировали последний публичный сбор ветеранов «Красных бригад», однако занемогший Моретти не присутствовал по «состоянию здоровья».

## Конспирологические теории
В ходе следствия выяснилось, что «альма матерью» ряда лидеров и активистов «Красных бригад» был социологический факультет университета в Тренто на севере Италии, где в конце 1960-х годов они были студентами и на тайных марксистских кружках постигали значение вооружённой борьбы для освобождения от «власти капитала». Марио Моретти в книге «Brigate Rosse: una storia italiana» («Красные бригады: одна итальянская история») признал, что убийство Моро явилось «крайним выражением марксистско-ленинских революционных действий». Однако основатель группировки Альберто Франческини в своих воспоминаниях отмечал, что для находящихся в заключении рядовых членов «Красных бригад» так и осталось загадкой, почему мишенью для столь жестоких и беспощадных действий был избран именно Моро, всегда с симпатией относившийся к левым.
В течение многих лет исследователи задавались вопросами, почему столь массированные и длительные поиски похищенного экс-премьера не дали результатов? Все ли 54 дня Моро провёл в застенке на улице Монтальчини на юго-западе Рима? Почему кризисный комитет преждевременно опубликовал фальшивый релиз о смерти заложника, не было ли это завуалированным сигналом «бригадирам», что Моро действительно можно убить? Мог ли красный «Рено» с трупом Моро беспрепятственно и никем не замеченным проехать 9 мая сквозь блок-посты из пригорода в самый центр забитой войсками итальянской столицы, где на каждом перекрёстке дежурили карабинеры? Неясность ответов на эти вопросы породила сомнения в результатах официального расследования. В семье Моро отвергали тогда и не верят до сих пор, что в тех обстоятельствах можно было совершить столь длительную поездку с трупом в багажнике.
В качестве возможного места удержания заложника называлась и квартира на окраине Рима по улице Градоли, 96. Впервые этот адрес назван 2 апреля 1978 года (когда Моро был ещё в заточении) на спиритическом сеансе, проведённом в Болонье двумя университетскими профессорами — деятелями Христианско-демократической партии, одним из которых был будущий премьер Италии и председатель Еврокомиссии Романо Проди. Поспешное и шумное вторжение спецподразделений в «нехорошую квартиру» (вместо скрытной слежки за ней) спугнуло временно отлучившихся террористов и помешало их аресту, из чего аналитики заподозрили, что власти были не сильно заинтересованы в скорой поимке «бригадиров». Разгорелось много споров, каким образом мистические духи оказались так точно информированы, или же профессора к тому времени всё-таки располагали эксклюзивными сведениями от следственных органов либо иных источников. Боевик Франческини вспоминал: «Пока Моро был у нас, мы стали замечать много странных вещей, которые поначалу списывали на поразительное бессилие полиции. Но потом это стало больше похоже на соучастие». Впоследствии общепризнано, что спиритический сеанс в Болонье был прикрытием реального источника: выяснилось, что «Красные бригады» для хранения оружия и печатания своих «коммюнике» действительно использовали квартиру на улице Градоли, но она не была «тюрьмой» Моро.
Одним из первых версию о причастности сверхдержав к преступлению озвучил сразу после убийства Моро в издании «Оссерваторе политико» итальянский журналист Мино Пекорелли, имевший превосходные контакты в итальянских спецслужбах. Мотивом указывалось нарушение политикой Моро (согласно которой часть власти в Италии передавалась коммунистам) логики раздела сфер влияния между СССР и Западом, договорённость о чём в 1945 году была достигнута на Ялтинской конференции. Через год Пекорелли был застрелен в Риме, а журналистское расследование застопорилось на десятилетия. 9 мая 2003 года, в день 25-летия обнаружения тела Моро близ палаццо Каэтани, в британской газете «Гардиан» опубликована статья, анализирующая накопленные за четверть века факты и развивающая выводы Пекорелли о том, что к насильственному устранению Моро с политической сцены могли иметь отношение Центральное разведывательное управление США и Комитет государственной безопасности СССР, а политика Моро затрагивала жизненно важные интересы Советского Союза и Североатлантического альянса. Автор статьи в «Гардиан» через 25 лет после события близ палаццо Каэтани обращает внимание на проведённый экспертами анализ текстильных тканей одежды Альдо Моро, кровь из которых не забрызгала багажник «Рено» — что неминуемо должно было произойти при длительном переезде. А это указывает на то, что «последнее путешествие» экс-премьера было очень коротким, всего несколько ярдов, и на медленной скорости, что, по предположению автора статьи, свидетельствует о том, что Моро был убит где-то совсем рядом с местом обнаружения его тела. В такой связи пристальное внимание привлекло здание, находящееся напротив, — палаццо Каэтани, где на широкую ногу тогда жил композитор и дирижёр Игорь Маркевич (1912—1983), муж графини Каэтани, деятель без гражданства, участник движения Сопротивления, известный в Италии эксцентричными левацкими взглядами, некоторое время укрывавший в графском имении на окраине Флоренции активистов «Красных бригад». Однако значимых улик против Маркевича получено не было. Согласно версии «Гардиан», последнее пристанище Моро перед смертью было не в пригороде Рима, а в центре, в районе римского гетто, — неподалёку от правительственных учреждений Италии, домов высоких государственных и партийных чиновников.
В 2002 году за связи с мафией и причастность к убийству журналиста Мино Пекорелли был осуждён к 24 годам заключения Джулио Андреотти, преемник Моро на посту премьера Италии и главы ХДП, проявивший весной 1978 года неумолимость и несговорчивость при решении судьбы заложника, — не только соратника по партии, но и товарища своей молодости. В связи с истечением срока давности по делу (после смерти Пекорелли прошло 23 года) в тюрьму престарелый Андреотти не попал. Приговор суда, однако, навёл многих в Италии на мысль, что именно Андреотти в запутанной истории с похищением и убийством Альдо Моро являлся той самой таинственной и загадочной фигурой в Риме, кто весной 1978 года тайно оказывал покровительство экстремистам и поддерживал сепаратные контакты с мафиозными главарями.

### Предположения об американском следе
Итальянские исследователи проблем терроризма в своих работах не раз указывали, что в 1970-х годах именно США было выгодно создание в Италии атмосферы хаоса, напряжённости и эскалации насилия, когда то в одном городе, то в другом происходили взрывы бомб, покушения на политиков и бизнесменов, политический террор. В течение одного только 1977 года в Италии было совершено 2128 актов политического насилия. В 1979 году было устроено ещё больше — 2150 терактов. Такая атмосфера как нельзя больше способствовала тому, чтобы насадить в Италии правую диктатуру. Подобный опыт уже был успешно апробирован американцами в Греции, где при тайной поддержке ЦРУ к власти прорвался профашистский режим «чёрных полковников». Подтверждения фактов сотрудничества активистов «Красных бригад» со спецслужбами США существовали ещё до покушения на Моро и разгрома экстремистской организации. Бывший сотрудник ЦРУ Гонсалес-Мата в своей книге «Подлинные властители мира» (1979) обвинил в организации похищения Моро Марио Моретти, который принимал участие и в расстреле заложника. Указывается, что незадолго до похищения Моретти, будучи разыскиваемым террористом, беспрепятственно побывал в США, прослеживается его связь с баскской террористической организацией ЭТА, а также с французскими ультра. Моретти и его сообщник Коррадо Симиони создали в Париже языковую школу «Гиперион», открывшую затем филиалы в европейских столицах. В архивах итальянской полиции найдены документы о том, что парижская школа «Гиперион» являлась наиболее важным прикрытием ЦРУ в Западной Европе, через эту «школу» итальянские террористы в 1970-е годы снабжались оружием и взрывчаткой, осуществлялась общая координация их деятельности.
По мнению работавшего в 1978 году в Риме корреспондента ТАСС Владимира Малышева, в похищении и убийстве Альдо Моро ясно просматривается американский след. Согласно этой версии, для США и ЦРУ Моро был самым опасным в Италии политиком. Творцы американской внешнеполитической доктрины Збигнев Бжезинский и Генри Киссинджер относились к Моро с большой неприязнью. Незадолго до похищения Моро находился с визитом в США. Его вдова Элеонора дала показания на суде о том, что, вернувшись из поездки, муж поведал ей об угрозах, поступавших там в его адрес. В изложении Элеоноры Моро, лидеру ХДП в Вашингтоне было заявлено о необходимости смены политического курса, направленного на интеграцию левых в правительство: «Либо вы прекратите такой курс, либо вы дорого заплатите за это». 3 марта 1978 года, за пару недель до похищения экс-премьера, посол США в Риме Ричард Гарднер без обиняков назвал Моро «самым опасным политическим деятелем Италии». Джузеппе Ла Маддалена, профессор университета в Бари, который окончил Моро и с которым у него всю жизнь были дружеские связи, вспоминал: «Альдо Моро стал опасаться за себя и за свою семью с тех пор, как в США были убиты братья Кеннеди. Он видел некую аналогию между той ролью, которую играли Кеннеди в США, и ролью его самого в Италии».
Политический секретарь ХДП Пикколи и заместитель главы МВД Дзамберлетти после своей отставки сделали вывод, что «Моро своей жизнью заплатил за попытку высвободить Италию из уз „поднадзорной свободы“ в орбите США». Исследователь проблем международного терроризма Л. Замойский в книге «Масонство и глобализм. Невидимая империя» утверждал, что организатором убийства Моро была секретная масонская ложа П-2, а «Красные бригады» оказались исполнителями чужой воли, что объясняет нелогичность жестокого убийства ими политика, благоволившего к левым. Как свидетельствовали на следствии и суде схваченные боевики «Красных бригад», сам Моро догадывался об этом. В застенке он интересовался у своих тюремщиков, действительно ли убрать его им поручили американцы. Эксперт по международному терроризму Замойский акцентирует внимание также на внешнеполитическом контексте похищения Моро: «НАТО доводились до готовности схемы „довооружения“, включавшие размещение американских ядерных ракет на территории союзников, в том числе в Комизо, на Сицилии. Приход к власти коалиции, которая бы считалась с мнением коммунистов, мог сорвать согласие итальянцев на эти действия, затормозить планы перевооружения НАТО. Несмотря на то, что Моро не занимал в то время какой-либо государственный пост, его авторитет в стране был бесспорен». Упоминалось также о разработанной спецслужбами НАТО программе «Gladio», целью которой было формирование в Италии подпольных ячеек для защиты от возможного вторжения СССР (или прихода к власти компартии), в этом деле боевой опыт «бригадиров» оказался бы весьма кстати.
Итальянские газеты отмечали тесные связи мафии, коррумпированных итальянских политиков и военно-разведывательных кругов США, интересы которых переплетались, а могущество, помноженное на транснациональный масштаб, позволяло манипулировать как левыми террористами, так и криминальными синдикатами для достижения своих целей на Апеннинах. Для ликвидации Моро был задействован первый рычаг, и его убрали посредством «Красных бригад», в то время как не столь значительные фигуры уничтожались при помощи мафиозных киллеров.
В 2006 году в Италии был показан документальный фильм «Последние дни Альдо Моро», включающий интервью бывшего сотрудника Государственного департамента США Стива Пикзеника. Отставной чиновник Госдепа вспоминал: «Мы должны были пожертвовать Альдо Моро, чтобы поддержать стабильность в Италии». Из интервью следует, что американские спецслужбы по ходу событий весны 1978 года контактировали с «Красными бригадами», а «решение убить Моро было принято в течение четвёртой недели его задержания, когда он начал раскрывать государственные тайны через свои письма».

### Предположения о советском следе
Как на американский, так и на советский след в истории с похищением Моро обратил внимание известный итальянский журналист Мино Пекорелли, первым опубликовавший своё расследование в «Оссерваторе политико», а уже через год после убийства Моро сам ставший жертвой террористов. Пекорелли ничего не знал о секретной миссии в Риме советского резидента полковника Вартаняна (дом которого находился не так далеко от улицы Монтальчини), о чём впервые стало известно общественности только после 2008 года. В 1970-е годы внешняя разведка КГБ имела в Италии трёх важных агентов и одного в Ватикане, при этом связь с «Бригадами» ветеранами ведомства отрицалась. Согласно независимым оценкам 2000-х годов, контакты с «Красными бригадами», в рядах которых было немало выходцев из ИКП, курировал заведующий Международным отделом ЦК КПСС, кандидат в члены Политбюро Борис Пономарёв. Один из ближайших соратников Брежнева, Пономарёв был убеждённым коминтерновцем и верил в возможность экспорта революции из СССР в другие страны, — в этом он был единомышленником с председателем ИКП Луиджи Лонго, который имел опыт вооружённой борьбы и командования интербригадами в период Гражданской войны в Испании и тоже разделял идеи Коминтерна.
Доводы Пекорелли, с самого начала скептически относившегося к официальной версии похищения и убийства Моро, носили в основном не фактический, а гипотетический характер. Он отмечал, что Моро своими намерениями включить коммунистов в буржуазное правительство создал серьёзные проблемы не только для раздела сфер влияния между СССР и США, но и для идеологических концепций непримиримой классовой борьбы, канонизированных в СССР; подрывал интернациональное единство коммунистических рядов в двух странах. Пекорелли обращал внимание на несомненную схожесть символики, фразеологии и идеологической риторики «Красных бригад» с пропагандистской риторикой и атрибутикой в СССР, уподоблял террор «красных бригадиров» революционному террору марксистов, эсеров и большевиков. Масштаб и продолжительность акции против Моро свидетельствовали о том, что её организовала не отдельная политическая группировка, а профессиональная спецслужба могущественной державы, обладающая специальными средствами, навыками и опытом. Что «Красные бригады» не способны провести такую операцию на столь высоком уровне и не располагали таким многочисленным штатом профессионалов, свидетельствовал и член парламентской комиссии по расследованию похищения Серджо Фламини. Фактом, по мнению Пекорелли, является и то, что ни государственные деятели, ни дипломаты, ни спецслужбы Советского Союза (как и США) ничего не сделали ради спасения Моро, хотя имели для этого возможности и влияние в Италии. Евгений Жирнов и Михаил Ильинский в «Коммерсанте» упоминали, что и день казни Моро, 9 мая, который в СССР отмечался как важный государственный праздник, левыми радикалами мог быть выбран не случайно, а как «подарок» «Красных бригад» советскому лидеру и фронтовику Л. Брежневу, который ещё с 1960-х годов недолюбливал Моро.
В конце 1990-х годов на след КГБ вышла итальянская парламентская комиссия, занимавшаяся изучением документов, выкраденных из архива и вывезенных из СССР бывшим сотрудником комитета госбезопасности Василием Митрохиным. Под подозрение комиссии попал русский студент Университета Сапиенца Сергей Соколов, с 1977 года посещавший с разрешения Моро его лекции и часто обращавшийся к нему в университете и даже около автомобиля с вопросами, которые показались помощникам и охране политика нескромными и навязчивыми. Последний раз Соколов общался с Моро 15 марта, за день до событий, после похищения студент перестал посещать занятия и бесследно пропал. В 1999 году возникли предположения, что внезапно исчезнувший тогда Сергей Соколов и корреспондент ТАСС в Риме Сергей Фёдорович Соколов (сотрудник КГБ под журналистским прикрытием), начавший работать в Италии в 1981 году, но в 1982 году (когда начался судебный процесс по делу Моро), досрочно отозванный на родину, — одно и то же лицо. Обнаружились свидетельства, что агентом советской спецслужбы был член «Красных бригад» Антонио Саваста — он находился за рулём красного «Рено», который 9 мая 1978 года доставил тело жертвы на виа Микеланджело Каэтани. Другим советским агентом в книге историка группировки Дж. Галли назывался «бригадист» Гвидо Конфорто, на конспиративной квартире которого в Риме 29 мая 1979 года были арестованы полицией организатор налёта на кортеж Моро Валерио Моруччи и его боевая подруга Адриана Фаранда. В причастности КГБ к устранению Моро была уверена и вдова политика Элеонора.